# Gary Lux
Gary Lux (nome verdadeiro: Gerhard Lux; Kingston, 26 de janeiro de 1959) é um cantor austríaco, muito famoso no seu país no Festival da Eurovisão da Canção, como cantor solo ou nos coros por 5 vezes.
Lux cantou por cinco vezes no Festival Eurovisão da Canção nas seguintes ocasiões:
- Festival Eurovisão da Canção 1983 como membro da banda Westend interpretando o tema Hurricane
- 1984 participando no coro de Anita cantando Einfach weg
- 1985 como artista solo na canção Kinder dieser Welt (Crianças deste mundo)
- 1987 como cantor solo na canção Nur noch Gefühl
- 1993 no coro de Tony Wegas cantando Maria Magdalena
- 1995 no coro de Stella Jones cantando Die Welt dreht sich verkehrt